# Roger Dickenson
Roger Dickenson (ur. w Lincoln, zm. 7 lipca 1591 w Winchesterze w Anglii) – błogosławiony Kościoła katolickiego, kapłan, męczennik.
Będąc księdzem w kolegium w Reims we Francji został wysłany w 1583 na misje. Schwytano go razem z jego przewodnikiem Ralphem Milnerem. Zostali oskarżeni o prozelityzm i skazani na karę śmierci. Wyrok wykonano w Winchesterze 7 lipca 1591.
Beatyfikowany w 1929 przez papieża Piusa XI.